# Телеф
Телеф е древногръцката митология е син на героя Херакъл и Авга, дъщеря на цар Алей, владетел на град Тегея, в областта Аркадия. 
Митологическата традиция счита Телеф за родоначалник на пергамските царе.

## Авга и Телеф
Алей получава предсказание, че синовете му (Ликург, Кефей и Амфидам) ще загинат от ръката на потомък дъщеря му. За избегне това, той я прави жрица на Атина (обречена на девственост) и в добавка я заплашва със смърт, ако все пак легне с мъж; въпреки това тя забременява и ражда момче. Скрива бебето в храма на Атина, но тя се разгневява от това и докарва чума на страната, а причината за епидемията скоро е разкрита. Авга и детето й, Телеф, напускат Тегея и за по-нататъшната им съдба има 2 основни версии, свързани с малоазийската област Мизия (Мисия).
Според едната от версиите Авга, заедно с Телеф, бяга от баща си - те преплуват морето и стигнат в Мизия, където са подслонени от царя й.
Според другата, Телеф е отглеждан отначало от една сърна, след като е изоставен от майка си по пътя към Евбея, където според ново решение на Алей, трябва да се ожени за царя й Навплий. Той не я приема, а я затваря в сандък и я оставя на волята на вълните, която се оказва тя да се озове в ръцете на мизийски цар Тевтрант (Тевтрас), който от своя страна е бездетен и я осиновява.
Телеф също е осиновен, след като е намерен от пастири и предаден от тях на цар Корит, който го възпитава като свой син. По-късно, разбрал от Делфийския оракул, че майка му е в Мизия, Телеф тръгва да я търси и я наистина я намира. В Мизия той спасява цар Тевтрант от заплашващите го врагове и за награда царят му я дава за жена, но той разпознава в булката си собствената си майка. След време наследява новия си дядо. 

## Телеф и Троянската война
По пътя към Троя, гръцката армия спряла в Мизия, където управлява Телеф.  
Според по-късно предание, гърците спират в Мизия по погрешка или са отнесени от буря там (съответно първо се връщат към Авлида, Агамемнон принася в жертва на Артемида, дъщеря си Ифигения и едва тогава тръгват пак за Троя). Понеже Телеф е родственик на троянския цар Приам, ахейците го нападат и в битката Ахил го ранява; самия Телеф пък убива Терсандър. 
Раната не заздравява и Телеф се обръща за съвет към оракул. Отговрът е: „Този, който те е ранил, ще те излекува“ и затова Телеф на свой ред се насочва към Авлида и, преструвайки се на просяк, моли Ахил да му помогне да си излекува раната (според друг вариант на легендата - отвлича Орест и го държи като заложник, с искането да бъде излекуван). Ахил отказва, заявявайки, че няма медицински познания. Тогава Одисей съветва Телеф да вземе под внимание не човека, а оръжието и щом то е копие, тогава пак с копие да се излекува. В раната му са сложени парчета от копие след това той оздравява.

## Телеф - баща на Кипарис
В древногръцката митология има още един Телеф (цар на остров Хиос), който е баща на Кипарис - младеж, превърнат от бог Аполон в едноименното дърво.